# Pachygronthidae
Pachygronthidae Stål, 1865, è una famiglia di insetti Pentatomomorfi dell'ordine Rhynchota Heteroptera, superfamiglia Lygaeoidea, comprendente circa 80 specie.

## Descrizione
I Pachygronthidae sono insetti dal corpo stretto e allungato. Hanno capo con antenne e rostro composti da 4 segmenti, pronoto trapezoidale, zampe anteriori con femori dilatati e provvisti di spine, emielitre con membrana percorsa da due nervature semplici non anastomizzate né collegate da nervature trasversali. L'addome ha stigmi tutti ventrali.

## Biologia e diffusione
Questi insetti sono fitofagi polifagi e si nutrono a spese dei semi di Monocotiledoni.
Famiglia di larga diffusione, è rappresentata in tutte le principali regioni zoogeografiche, ma si rinvengono soprattutto nelle regioni tropicali.

## Sistematica e diffusione
La famiglia comprende 78 specie distribuite in 13 generi. Sistematicamente si suddivide in due sottofamiglie:
- Pachygronthinae. Comprende 56 specie ripartite fra 6 generi. È rappresentata maggiormente nelle regioni tropicali dell'Asia, dell'Africa, dell'America e dell'Australia.
- Teracrinae. Comprende 22 specie ripartite fra 7 generi. È rappresentata anche nella Regione Paleartica, ma presenta anch'essa una maggiore diffusione nelle regioni tropicali.

Lo schema di classificazione tradizionale, ancora usato da molti Autori, include questa famiglia nell'ambito dei Lygaeidae al rango di sottofamiglia (Pachygronthinae).